# Tuvaluspiele

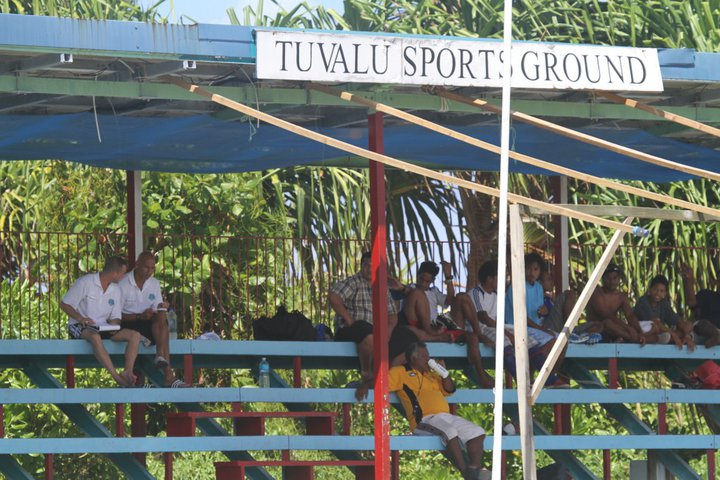
Tuvalu Sports Ground

Die Tuvaluspiele (englisch Tuvalu Games) sind regelmäßig im südpazifischen Inselstaat Tuvalu stattfindende Sportwettkampfveranstaltungen. Sie sind vergleichbar mit den Pazifikspielen im gesamten pazifischen Raum. Die Spiele finden alljährlich seit 2008 zwischen April und Juni im Nationalstadion Tuvalus in Vaiaku auf Fongafale in der Hauptstadt Funafuti statt.
Die Spiele dienen als Wettkampf zwischen den acht Bezirken (Falekaupule) Tuvalus.

## Sportarten
Die Tuvaluspiele finden in mehreren Sportarten statt:
- 7er-Rugby
- Badminton
- Fußball (Fußball bei den Tuvaluspielen)
  - Herren 2014: FC Manu Laeva[2] (4. Sieg)
  - Damen 2014: FC Nui (1. Sieg)
- Gewichtheben (seit 2013)[3]
- Kanusport
- Leichtathletik
- Tennis
- Volleyball